# Harold Henkes

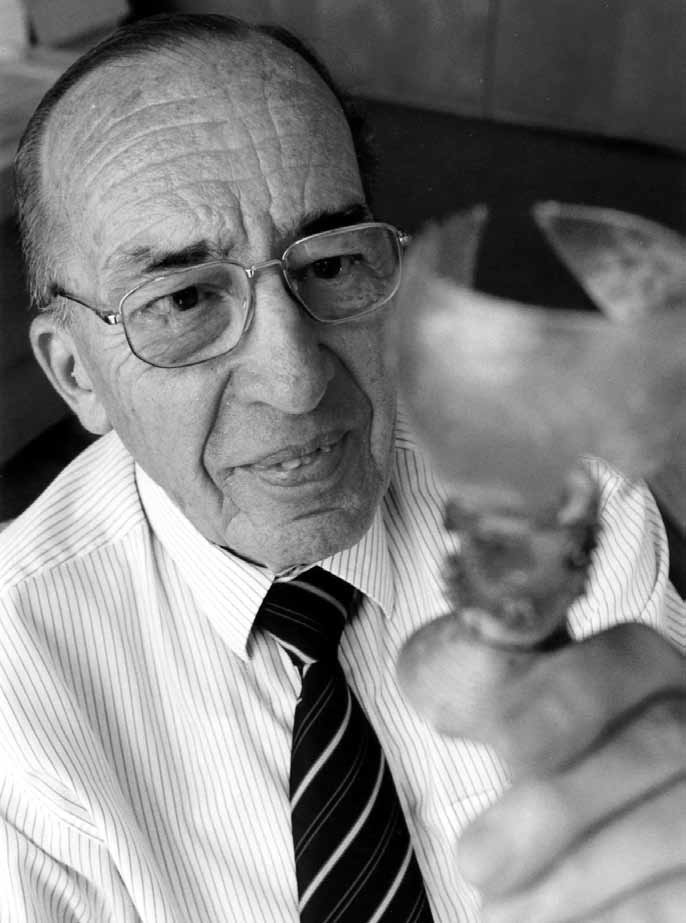
Harold Edgar Henkes

Harold Edgar Henkes (Scheveningen, 18 april 1918 – Voorst, 5 september 2010) was een Nederlandse oogarts, gespecialiseerd in de klinische elektrofysiologie van het gezichtsvermogen. Daarnaast was hij bekend vanwege zijn werk op het gebied van archeologisch glas. Hij kreeg hiervoor in 1992 de Zilveren Anjer opgespeld.

## Biografie
Henkes werd geboren in Scheveningen, waar zijn ouders Augustus Henkes en Margaretha Catharina Boom tijdelijk verbleven na hun terugreis uit Chili. Zijn vader, een kleinzoon van de destillateur J.H. Henkes, had aldaar enkele jaren gewerkt bij het bedrijf van een neef.
Henkes bracht zijn jeugd door in Rotterdam, waar hij in 1936 slaagde voor het eindexamen vijfjarige HBS-B. Hij studeerde vervolgens geneeskunde aan de Rijksuniversiteit Utrecht, waar hij tijdens zijn studie als student-assistent werkzaam was in het laboratorium voor histologie. Tijdens zijn studie ontving hij een gouden erepenning. In 1942 promoveerde hij bij professor J. Boeke, op het proefschrift getiteld Enkele toepassingen van histologische en microchemische methoden van vitamine C onderzoek.
Na de sluiting van de Universiteit Utrecht in 1943 vanwege de door de Duitse bezetter geëiste loyaliteitsverklaring, werkte Henkes zonder diploma als arts-assistent in het Ooglijdersgasthuis in Utrecht. In 1945 behaalde hij zijn artsenbul aan de nooduniversiteit in Eindhoven. Hij specialiseerde zich vervolgens tot oogarts in Utrecht onder leiding van hoogleraar H.J.M. Weve.
In 1948 verhuisde Henkes naar Rotterdam, waar hij als medewerker van het Oogziekenhuis bijdroeg aan de introductie in Nederland van de, in Stockholm ontwikkelde, elektroretinografie. Van 1961 tot zijn emeritaat in 1982 was hij geneesheer-directeur van het Oogziekenhuis in Rotterdam en buitengewoon hoogleraar oogheelkunde in Utrecht. Na de oprichting van de medische faculteit in Rotterdam, in 1966, werd hij gewoon hoogleraar in de oogheelkunde aldaar. In 1973 werd hij verkozen tot lid van de KNAW.

## Conservator en glasexpert
Na zijn emeritaat wijdde Henkes zich onder meer aan de studie van archeologisch glas. Hij werkte jarenlang als honorair conservator van de glascollecties van het museum Boijmans Van Beuningen. In 1994 publiceerde hij het boek Glas zonder glans: vijf eeuwen gebruiksglas uit de bodem van de Lage Landen 1300–1800.

## Onderscheidingen
- Ridder in de Orde van de Nederlandse Leeuw, 1978[9]
- Zilveren Anjer, 1992

- Bibliothèque nationale de France: cb124434970 (data)
- Gemeinsame Normdatei: 128071745
- International Standard Name Identifier: 0000 0000 6650 1183
- Library of Congress Control Number: n86040852
- Nationale Bibliotheek van Israël: 987007454633305171
- Nederlandse Thesaurus van Auteursnamen: 068231512
- Système universitaire de documentation: 077343905
- Virtual International Authority File: 24695160